# Adam Tomczyński
Adam Rafał Tomczyński (ur. 10 stycznia 1966 w Warszawie) – polski prawnik, sędzia Sądu Gospodarczego do stycznia 2005, radca – właściciel prywatnej kancelarii prawnej, wykładowca w szkole wyższej. Od 20 września 2018 – Sędzia Sądu Najwyższego, którego legalność powołania jest źródłem kontrowersji wśród przedstawicieli nauki prawa i wśród części sędziów. W dniu 27 lipca 2022 przeszedł w stan spoczynku.

## Życiorys
Do 1991 asesor w warszawskim Sądzie Rejonowym, następnie sędzia w Wydziale Rodzinnym. Po przejściu do Wydziału Gospodarczego został najbliższym współpracownikiem Dariusza Czajki, który po udowodnieniu mu w postępowaniu dyscyplinarnym nadużyć złożył 4 stycznia 2005 rezygnację z pełnienia funkcji sędziego. Adam Tomczyński zrobił to kilka dni później, po czym przekwalifikował się na radcę prawnego, otworzył kancelarię w podwarszawskich Markach i został arbitrem Sądu Arbitrażowego przy Krajowej Izbie Gospodarczej.
Jako sędzia Tomczyński był przewodniczącym Wydziału Dyscypliny PZPN; od 2005 do 2010 r. przewodniczył Komisji Ligi spółki Ekstraklasa.
Tomczyński orzekał w składzie sędziowskim z Czajką m.in. przy głośnych sprawach gospodarstwa rolnego Eko-Mysiadło i spółki giełdowej CLiF. Obydwie były przedmiotem dziennikarskich śledztw i poselskich interpelacji i w obydwu przy ogłaszaniu upadłości Tomczyński nie wyraził zdania odrębnego. Eko-Mysiadło zbankrutowało, upadłość wartego 130 mln zł CLiF-u została unieważniona przez Sąd Najwyższy.
W 2018 w trakcie kryzysu wokół Sądu Najwyższego w Polsce zgłosił swoją kandydaturę na sędziego Izby Dyscyplinarnej Sądu Najwyższego
Od 19 września 2018 członek Izby Dyscyplinarnej Sądu Najwyższego. Jako sprawozdawca przedstawiał uzasadnienie decyzji o zawieszeniu Pawła Juszczyszyna, a także prokuratora Józefa Gacka. W 2020 jednoosobowo ogłosił, że uchyla immunitet sędzi Beacie Morawiec, szefowej stowarzyszenia Themis i byłej prezes Sądu Okręgowego w Krakowie. Uchylenie sędzi Morawiec immunitetu spowodowało protesty Stowarzyszenia Sędziów Polskich „Iustitia”, Europejskiego Stowarzyszenia Sędziów i Prokuratorów dla Demokracji i Wolności MEDEL i Europejskiego Stowarzyszenia Sędziów. Rzecznik Komisji Europejskiej powiedział: „Nie komentujemy indywidualnych przypadków, ale chcę jasno powiedzieć, że śledzimy z niepokojem rozwój wypadków związanych z działaniami Izby Dyscyplinarnej polskiego SN”.